# Éric Baudelaire
Eric Baudelaire (Salt Lake City, 1973) es un artista y creador audiovisual estadounidense, residente en París desde 2002.

## Biografía
Se formó en Ciencia política por la Universidad Brown, donde se especializó en conflictos de Oriente Medio. En 2002, se trasladó a París, donde colaboró como fotógrafo en publicaciones como Les Inrockuptibles o Libération. En 2005 recibió el premio de la Fundación HSBC de fotografía y publicó el libro États imaginés, que recuperaba el silencio histórico sobre el estado caucásico de Abjasia. Desde entonces trabaja con diferentes formatos visuales, como el vídeo, la fotografía, la estampa o la instalación, para investigar la relación entre imagen e historia, documento y narración. Partiendo de material de archivo y a caballo entre el género documental, la ficción narrativa y la construcción de un archivo histórico, analiza el poder de la imagen en un mundo sobresaturado de imágenes. Imagen e identidad, memoria colectiva e ideología, silencios e hiatos históricos son algunos de sus ámbitos de interés.

## Trayectoria
Ha presentado exposiciones individuales en el Museo de Fotografía de Charleroi, en Bélgica (2007); en el Hammer Museum de Los Angeles (2010); en el Beirut Art Center (2013) y en el Bergen Kunsthall de Noruega (2014), entre otros. Ha participado en la Bienal de Taipéi (2012). Su obra se encuentra en colecciones como la del Museo Whitney de Arte Estadounidense de Nueva York, en el Centro Pompidou de París, el FRAC Auvergne de Clermont-Ferrand o en el Museo de Arte Contemporáneo de Barcelona (MACBA), entre otros.

## Distinciones
En 2019 recibió el premio Marcel Duchamp.